# Baumann Crag
Baumann Crag är en kulle i Antarktis. Den ligger i Östantarktis. Nya Zeeland gör anspråk på området. Toppen på Baumann Crag är 1 265 meter över havet.
Terrängen runt Baumann Crag är kuperad åt nordväst, men åt sydost är den platt. Trakten är obefolkad. Det finns inga samhällen i närheten.